# Glaucosphaera (animal)
Cet article concerne le genre d’Insectes. Pour le genre d’algues, voir Glaucosphaera (algue).
Genre
Glaucosphaera est un genre d’insectes coléoptères de la famille des Chrysomelidae. 

## Liste des espèces
Selon NCBI (29 août 2014) :
- Glaucosphaera cyanea